# Betalningsinställelse
En betalningsinställelse är en åtgärd som ett företag vidtar i samband med insolvens, i syfte att få tid att vidta åtgärder för att rädda företaget från konkurs. Detta kan ske som ett led i en företagsrekonstruktion.
En ensidig betalningsinställelse från ett företag, som sker utanför ett inlett rekonstruktionsförfarande, ger i Sverige inget formellt skydd mot borgenärer eller konkurs. Därför behöver en betalningsinställelse ske under kontakt med borgenärer, och följa en etablerad praxis, för att i realiteten ge ett företag extra tid att klara ut sina problem. När så inte sker, är ett beslut om betalningsinställelse enbart en förvarning om att konkurs är mycket nära förestående.